# Wipeout Fusion
Wipeout Fusion (stylisé wipEout Fusion) est un jeu vidéo de course futuriste développé par SCE Studio Liverpool et édité par Sony Computer Entertainment. Il est sorti en 2002 sur PlayStation 2.

## Système de jeu
Le joueur participe à la ligue F9000, un championnat de course futuriste prenant place en l'an 2160, soit cinquante-quatre ans après Wip3out.  

### Écuries
Par rapport aux anciens opus, les vaisseaux présent dans Wipeout Fusion ont la particularité de pouvoir être améliorés, toute modification des performances change également visuellement l'aspect du vaisseau.
- FEISAR  : le LS-59 est un engin manœuvrable et moyennement solide, parfait pour les pilotes novices.
- Van-Über  : le ZR-320 est un engin léger, de conception bipoutre, fragile mais combinant un puissant système d'arme et une bonne accélération.
- G-Tech Systems  : le REVVER est un engin bimoteur relativement lourd à l'accélération médiocre mais qui possède une certaine robustesse et un système d'arme efficace.
- Auricom Research Industries  : le T-808 est un engin très robuste et possédant un puissant système d'arme mais sa lourdeur rend son pilotage exigeant.
- EG-R Technologies  : l'EG-4101 est un engin assez performant dans la plupart des domaines comme l'accélération, la manœuvrabilité et le système d'arme.
- Tigron Enterprises  : le BULL-666 est un engin lourd qui met l'accent sur la vitesse et la robustesse au détriment de la manœuvrabilité.
- Xios International  : le SMF-X est un vaisseau monocoque possédant de bonnes performances dans tous les domaines.
- Piranha Advancements  : le Swiftkiller est un engin très léger, taillé pour la vitesse mais cela a un prix ; c'est un engin fragile difficile à freiner.

### Circuits
Les sept circuits présents dans Wipeout Fusion on la particularité de comprendre chacun trois tracés de différents, tous sont disponibles en sens inversé, ce qui porte le nombre total de tracés disponibles à quarante-deux, sans prendre en compte les trois étapes du circuit Devilia uniquement présent dans le mode défi. Par rapports aux précédents jeux de la série Wipeout, les circuits de Wipeout Fusion innovent en introduisant des raccourcis, des loopings, des portions en tire-bouchons, des portions magnétiques pour des passages sens dessus-dessous ainsi que des sections dites ouvertes, évasées et sans revêtement.
- Florion Height : prenant place dans les montagnes arides Nevada, ce circuit évolue autour d'une agglomération comprenant de nombreuses plate-formes d'atterrissage et des hôtels, il comprend un looping, un canyon, un tunnel sous la montagne et une portion "dans les nuages" au sommet des crêtes qui mène au plus haut tremplin du jeu.
- Mandrashee : surnommé "l'élémentaliste", ce circuit est situé dans une archipel d'îles volcaniques situées en mer de Chine méridionale, il comprend des portions en tire-bouchons, un tunnel sous-marin et deux ponts basculants.
- Cubiss Float : situé en haute montagne, dans les alpes suisses, dans "une des dernières zones de glace sur terre" selon l'histoire du jeu. Le tracé évolue autour d'un lac gelé et de sa station de pompage tandis que le tracé le plus long serpente dans la montagne.
- Alca Vexus : établi dans la jungle au sud du Mexique, le circuit est situé dans les gorges verdoyantes entourées de chutes d'eau, non-loin de temples maya.
- Vohl Square : prend place dans un secteur pollué la ville de Moscou, dans la nouvelle Union Soviétique. La course de ce circuit urbain se déroule sur des voies rapides, des viaducs et des portions en construction ainsi que dans les égouts et un canal de contrôle des inondations.
- Temtesh Bay : le circuit est installé dans une mine à ciel ouvert située dans le désert au centre de l'Australie. La majorité du circuit évolue sur une corniche à flanc de rocher à l'exception du deuxième tracé qui comprend une portion dans des galeries souterraines.
- Katmoda 12 : situé sur la Lune, il introduit des passages sens dessus-dessous, c'est un circuit assez technique.
- Devilia : aménagé sur la planète Novon, ce circuit est présent uniquement dans le mode défi.

## Musique
La bande son s'illustre par de la musique électronique orientée techno et breakbeat composée en grande partie par des artistes britanniques tel que Orbital, FSOL, Plump DJs, Luke Slater, Simon Shackleton ou encore Utah Saints.